# Андрианов, Михаил Васильевич
Михаил Васильевич Андрианов (27 декабря 1937 ― 24 июня 2005) ― советский российский пианист и музыкальный педагог. Профессор, ректор Уральской консерватории имени М. П. Мусоргского в 1988―2003 годах.

## Биография
Родился 27 декабря 1937 года в Москве в семье служащих. Отец — В. М. Андрианов, первый секретарь Свердловского (1939—1946) и Ленинградского (1949—1953) обкомов ВКП(б).
В 1956 году окончил музыкальную школу-десятилетку им. Гнесиных, в 1960 году ― фортепианный факультет Музыкально-педагогического института им. Гнесиных, в 1967 году ― заочную аспирантуру при институте.
В 1960―1963 годах ― солист-пианист, художественный руководитель лектория Тамбовской филармонии.
С 1963 года ― в Уральской консерватории имени М. П. Мусоргского: преподаватель кафедры специального фортепиано, старший преподаватель, заведующий кафедрой (1966—1988, 1994—2005), доцент. С 1987 года ― проректор по учебной работе, в 1988―2003 годах ― ректор. Профессор с 1991 года.
Выступал на сцене Свердловской филармонии, играл с оркестром под управлением таких дирижёров, как Марк Паверман, Александр Фридлендер, Нариман Чунихин, Валентин Кожин. В 1997 году совершил поездку во Францию, где исполнил Второй концерт Рахманинова в Париже.
Умер 24 июня 2005 года. Ныне в Екатеринбурге проводится Всероссийский конкурс пианистов имени Андрианова, в его честь организуются вечера фортепианной музыки.
Заслуженный артист РСФСР (1985).
Супруга, Эмма Дмитриевна ― преподаватель средней специальной школы-лицея при Уральской консерватории.